# Technoblade
Technoblade (* 1. Juni 1999; † 30. Juni 2022; bürgerlich Alexander) war ein US-amerikanischer YouTuber, der für seine Minecraft-Videos und Livestreams auf seinem YouTube-Kanal insbesondere in den USA Bekanntheit erlangte. Sein Kanal hat über 20 Millionen Abonnenten. Er starb im Juni 2022 im Alter von 23 Jahren an Krebs.
Besondere Bekanntheit erlangte der Ausruf Technoblade Never Dies (englisch für ‚Technoblade Stirbt Niemals‘) im Kontext seiner PvP-Skills in Kombination mit seiner Krebserkrankung. Hierbei ist oft die Rede davon, dass er in den Herzen der Fans für immer weiterleben würde und somit niemals aus der Erinnerung sterben würde (vergleiche Technoblade Never Dies). Der offizielle YouTube-Kanal des Unternehmens selbst (also von YouTube) veröffentlichte diesbezüglich ein über 20 Millionen Mal abgerufenes Video zu Ehren von Technoblade.
Der im April 2025 veröffentlichte Ein Minecraft Film erinnert an Technoblade in Form der Darstellung seines Logos, also eines Schweins, welches eine Krone trägt. Hierbei wird er zu seinen Ehren von dem Protagonisten als Legende betitelt. Aus diesem Grund wird er auch als König von Minecraft bezeichnet.

## Karriere
Technoblades YouTube-Kanal wurde am 28. Oktober 2013 erstellt und seine Videos fokussierten sich auf das Videospiel Minecraft. In seinen Videos spielte er auf dem Hypixel-Netzwerk.
In einem Video aus dem Jahr 2017 spielte Technoblade Minecraft im Hardcore-Modus mit einem Lenkradcontroller. In einer anderen Serie an Videos versuchte er in einem Hypixel-Gamemode namens „SkyBlock“ die meisten Kartoffeln zu sammeln.
Sein Kanal steigerte 2019 nach mehreren Siegen bei Keemstars „Minecraft-Monday“-Turnier die Reichweite. Technoblade nahm regelmäßig mit weiteren prominenten Spielern aus der Szene an der „Minecraft Championship“ teil. Er wurde von Cale Michael von Dot Esports als „Einer der besten Minecraft-Spieler im Content-Creator-Bereich, vor allem bei Spieler-gegen-Spieler-Events“ bezeichnet.
Technoblade wurde 2020 Mitglied des Dream-SMP-Servers, auf dem er auch Videos erstellte. Durch die Assoziation mit dem Server begann für Technoblade die freundliche Rivalität mit dem Minecraft-YouTuber Dream. Sie hielten einen Wettkampf um den Titel des besten Minecraft-Spielers ab. Dieser bestand aus mehreren Duellen, die von MrBeast organisiert wurden und bei denen Technoblade siegreich war. Zum Zeitpunkt seines Todes hatte Technoblade 10,9 Millionen Abonnenten.
Im September 2021 sammelte Technoblade in einem Spenden-Livestream über 300.000 US-Dollar für die Sarcoma Foundation of America, das Ziel von 250.000 US-Dollar war nach zwei Stunden erreicht.

## Privatleben
Technoblade wohnte in San Francisco, Kalifornien. Es ist bekannt, dass er unter Aufmerksamkeitsdefizit-/Hyperaktivitätsstörung litt. Er brach sein Studium zugunsten seiner YouTube-Tätigkeit ab.
Technoblade veröffentlichte im Jahr 2015 ein Video, in dem er fälschlicherweise behauptete, dass sein Name Dave sei, obwohl er tatsächlich Alexander hieß. Dieses Video war für eine lange Zeit aus dem Internet entfernt und die Veröffentlichung seines wirklichen Namens erfolgte erst infolge der Bekanntmachung seines Todes.

## Krebs-Diagnose und Tod
Technoblades Krebs-Diagnose war seit August 2021 bekannt. Als Reaktion auf die Öffentlichmachung seiner Krankheit spendete Dream 21.409 US-Dollar für Krebsforschung. Technoblade verlangte von seiner Zuschauergemeinde Gesichtsmasken zu tragen und sich gegen COVID-19 zu impfen, weil es ihm wegen seiner Immunschwäche wichtig sei. Chemotherapie und Strahlentherapie waren erfolglos, sein Therapeut meinte, dass man eventuell seinen Arm amputieren müsste. Im Dezember 2021 wurde er zum Extremitätenerhalt operiert.
Am 1. Juli 2022 erschien ein Video auf Technoblades YouTube-Kanal mit dem Titel so long nerds, in dem sein Vater mitteilte, dass Alexander an Krebs verstarb. Er las eine Nachricht vor, die Technoblade acht Stunden vor seinem Tod verfasste und sagte, dass alles Geld, das durch die Videos und den Verkauf von Fan-Artikeln verdient wird, an die Sarcoma Foundation of America gespendet oder für die Bildung seiner Geschwister investiert werde. Das Video endete mit einer schriftlichen Nachricht von seiner Mutter. Technoblade wollte das Video selbst aufnehmen, doch sein gesundheitlicher Zustand zu diesem Zeitpunkt ließ es nicht zu.